# إيف بيست
إيف بيست هي ممثلة ومخرجة إنجليزية ولدت في 31 يوليو 1971.

## روابط خارجية
إيف بيست على موقع IMDb (الإنجليزية)
- إيف بيست على موقع ميتاكريتيك (الإنجليزية)
- إيف بيست على موقع روتن توميتوز (الإنجليزية)
- إيف بيست على موقع ألو سيني (الفرنسية)
- إيف بيست على موقع أول موفي (الإنجليزية)
- إيف بيست على موقع قاعدة بيانات برودواي على الإنترنت (الإنجليزية)
- إيف بيست على موقع قاعدة بيانات الأفلام السويدية (السويدية)
- إيف بيست على موقع إن إن دي بي (الإنجليزية)
- إيف بيست على موقع ديسكوغز (الإنجليزية)
- إيف بيست على موقع قاعدة بيانات الفيلم (الإنجليزية)